# Ćovdin
Ćovdin (izvirno srbsko Ћовдин) je naselje v Srbiji, ki upravno spada pod Občino Petrovac na Mlavi; slednja pa je del Braničevskega upravnega okraja.

## Demografija
Према неким тврдњама, становништво је српско, досељено из старе Србије, околине Сјенице, Тимочке крајине, Бугарске, Јабланице, Хомоља и Црне реке. 
V naselju, katerega izvirno (srbsko-cirilično) ime je Ћовдин, živi 843 polnoletnih prebivalcev, pri čemer je njihova povprečna starost 45,5 let (44,1 pri moških in 46,9 pri ženskah). Naselje ima 343 gospodinjstev, pri čemer je povprečno število članov na gospodinjstvo 3,11.
To naselje je, glede na rezultate popisa iz leta 2002, večinoma srbsko, a v času zadnjih treh popisov je opazno zmanjšanje števila prebivalcev.
|  |

| Demografija | Demografija     | Demografija     |
| Leto        | Št. prebivalcev | Št. prebivalcev |
| ----------- | --------------- | --------------- |
|             |                 |                 |
|             |                 |                 |
|             |                 |                 |
|             |                 |                 |
| 1948        | 1867            |                 |
| 1953        | 1948            |                 |
| 1961        | 1977            |                 |
| 1971        | 1893            |                 |
| 1981        | 1789            |                 |
| 1991        | 1688            | 1297            |
| 2002        | 1633            | 1066            |
|             |                 |                 |

| Etnična sestava po popisu iz leta 2002 | Etnična sestava po popisu iz leta 2002 | Etnična sestava po popisu iz leta 2002 | Etnična sestava po popisu iz leta 2002 | Etnična sestava po popisu iz leta 2002 |
| -------------------------------------- | -------------------------------------- | -------------------------------------- | -------------------------------------- | -------------------------------------- |
| Srbi                                   | Srbi                                   |                                        | 1.055                                  | 98,96%                                 |
| Romuni                                 | Romuni                                 |                                        | 7                                      | 0,65%                                  |
| Jugoslovani                            | Jugoslovani                            |                                        | 2                                      | 0,18%                                  |
| Neznano                                | Neznano                                |                                        | 1                                      | 0,09%                                  |